# Daniel Krutý
Daniel Krutý (* 25. března 2006 Praha) je český politik, středoškolský student a od dubna 2024 předseda Hnutí Generace.

## Život
Narodil se 25. března 2006 v Praze. Od útlého věku se velmi zajímal o politiku. Přitahovala ho témata veřejných financí, obchodu a spravedlnosti. O politice často diskutoval se svými přáteli a spolužáky. 
V roce 2021, ve svých patnácti letech, začal uvažovat o založení politického hnutí. S nápadem mu pomáhal jeho dlouholetý kamarád Martin Szetei. Následně započala podpisová kampaň, verbování členů a podporovatelů.
Dne 12. dubna 2024 bylo hnutí, po dosáhnutí Krutého plnoletosti, oficiálně založeno a zaregistrováno pod názvem Hnutí Generace.
Kampaň vede převážně na sociálních sítí.
Do povědomí veřejnosti se dostal vystoupením v pořadu Máte slovo moderovaného Michaelou Jílkovou. Mimo to se objevil v podcastu youtubera StandaShow.
Se stranou se plánuje dostat do parlamentu během voleb do Poslanecké sněmovny Parlamentu České republiky v roce 2025.